# Chiesa di Monteleoni
La chiesa di Monteleoni era un edificio religioso situato nel comune di Campagnatico. La sua ubicazione era nella parte occidentale del territorio comunale, presso l'omonimo insediamento castellano situato sulla vetta collinare di monte Leoni.
Di origini medievali, la chiesa rientrava originariamente nei confini pastorali della diocesi di Grosseto, in base al contenuto di una bolla papale risalente al 1188. In seguito, il luogo di culto entrò in orbita senese, seguendo il destino dell'insediamento fortificato presso il quale si trovava; dopo l'abbandono definitivo del castello avvenuto in epoca rinascimentale, la chiesa risultava tra i beni posseduti dello Spedale di Santa Maria della Scala di Siena. Dal Cinquecento in poi si perdono completamente le notizie, essendo plausibile il definitivo abbandono anche dell'edificio religioso, a causa della sua posizione decentrata ed isolata alla sommità di un'altura impervia.
Della chiesa di Monteleoni, di cui sono state perse completamente le tracce, non è ancora nota quale fosse l'originaria intitolazione. La sua ubicazione è stata facilmente identificata grazie ai vari documenti storici e al toponimo.